# La Chapelle-de-Guinchay
La Chapelle-de-Guinchay é uma comuna francesa na região administrativa de Borgonha-Franco-Condado, no departamento de Saône-et-Loire. Estende-se por uma área de 12,44 km². Em 2010 a comuna tinha 4 210 habitantes (densidade: 338,4 hab./km²).